# Stazione di Riano
La stazione di Riano è una stazione della ferrovia Roma-Civita Castellana-Viterbo.
Si trova a Riano, nella città metropolitana di Roma Capitale.
Dal 1º luglio 2022 è gestita da ASTRAL.
Dal 23 giugno 2025, la stazione di Riano è chiusa al servizio per consentire i lavori di raddoppio dei binari nella tratta tra Riano e Morlupo.

## Movimento
La stazione è servita dai treni regionali svolti da Cotral nell'ambito del contratto di servizio con la regione Lazio.